# Louis Vreugde

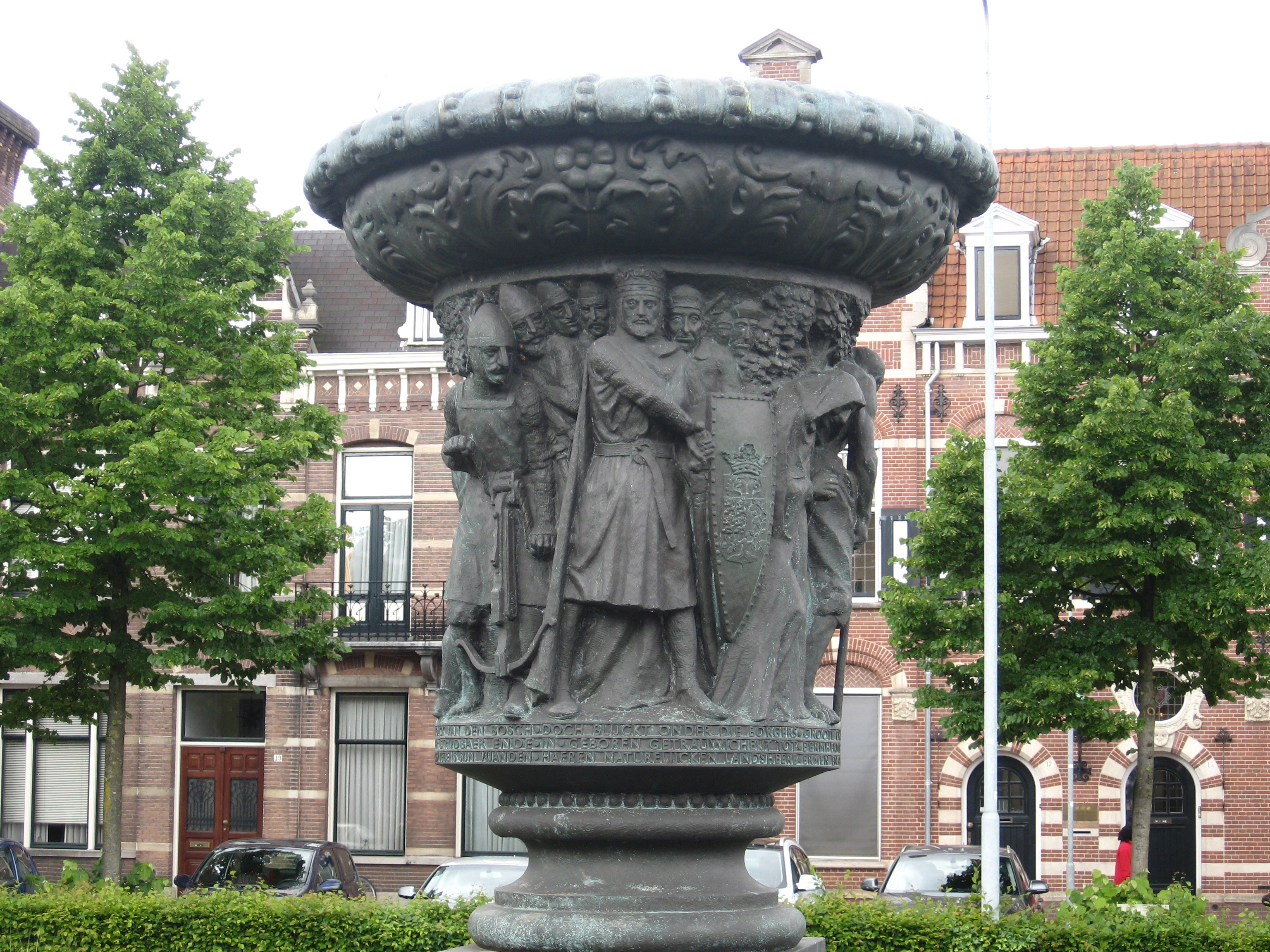
Replica (2003) van Vaas van Vreugde (1913) door Toon Grassens

Johannes Ludovicus (Louis) Vreugde ('s-Hertogenbosch, 3 januari 1868 - 's-Gravenhage, 3 november 1936) was een Nederlandse beeldhouwer en houtsnijder.

## Opleiding en werk
Louis Vreugde was zoon van de meubelmaker en houtsnijder Marinus Vreugde en Ludovica Huberdina Maria Vorst, en broer van beeldhouwer Marinus Vreugde. Louis Vreugde volgde van 1886 tot 1889 een opleiding aan de Koninklijke School voor Nuttige en Beeldende Kunsten in 's-Hertogenbosch, waarna hij naar Haarlem vertrok. Hier werkte hij een tijdlang in een atelier voor kerkelijke beeldhouwkunst. In Den Haag volgde hij verdere lessen aan de kunstacademie. 
Tot 1900 werkte Vreugde in verschillende werkplaatsen voor toegepaste kunst. Zijn bekendste decoratieve beeldhouwwerk uit die periode is terug te vinden op Station Den Haag HS, dat in 1893 werd aangebracht. Ook werkte Vreugde enkele jaren in verscheidene plaatsen in Duitsland. In 1900 vestigde hij zich blijvend in Haarlem als onafhankelijk kunstenaar met een eigen atelier. Vele grafmonumenten, kapitelen, geveldecoraties en monumentale schouwen in en rondom Haarlem kwamen in de jaren daarop tot stand. Ook ontwierp hij enkele penningen voor de firma Begeer. In 1906 maakte hij het grafmonument van Keesje Daniëls.
Van 1904 tot 1919 was Louis tevens leraar boetseren aan de Haarlemse Kunstnijverheidsschool.

## Koloniaal Instituut
Het belangrijkste project in zijn leven werd vanaf 1916 de decoratie van het in aanbouw zijnde Koloniaal Instituut, het huidige Koninklijk Instituut voor de Tropen, een immens gebouw en nog steeds een van de grootste in Amsterdam. Met collega's verzorgde hij de grote hoeveelheid ornamenten die dit gebouw zowel aan binnen- en buitenzijde rijk is: beelden, kapitelen, friezen, reliëfs met voorstellingen uit de Nederlandse koloniën en van de VOC, portretbustes van de stichters van het instituut en allerhande kleinere decoratieve 'symboliek', zoals dat toen werd genoemd. Het atelier had er tien jaar werk aan en dit had tot gevolg dat de portefeuille met opdrachten voor Vreugde de rest van zijn werkend leven goed gevuld bleef.

## Vaas van Vreugde
Van de ondernemersvereniging " 's-Hertogenbosch Belang" kreeg Louis Vreugde in 1913 de opdracht een vrijstaande sculptuur te ontwerpen voor het stationsplein. Het werd een monumentale stenen vaas met taferelen en figuren uit de geschiedenis van 's-Hertogenbosch. In 1978 werd de vaas verwijderd, aangezien deze tekenen van verval toonde, en niet meer gerestaureerd kon worden. Een gipsen model van de Vaas was nog aanwezig. Deze werd in 1966 geschonken aan de gemeente door de weduwe van Vreugde. Toon Grassens kreeg de opdracht een kopie te maken in brons. Deze staat sedert 2003 op een andere locatie, het Julianaplein.

## Lijst van werken (selectie)
- Bouwbeeldhouwwerk aan Station Den Haag HS (1893) in 's-Gravenhage
- Grafmonument van Keesje Daniëls (1906) in 's-Hertogenbosch
- De Genestet-bank (1911), herinneringsbank ter ere van Petrus Augustus de Génestet in Bloemendaal (Noord-Holland)
- Vaas van Vreugde (1913) in 's-Hertogenbosch